# Kelemen György
Kelemen György, 1896-ig Klein György (Budapest, 1890. május 1. – Los Angeles, 1983. június 17.) fül-orr-gégész, egyetemi tanár.

## Élete
Kelemen (Klein) Adolf (1860–1936) kereskedő, gyáros és Drucker Hermina (1868–1915) gyermekeként született zsidó polgári családban. Tanulmányait szülővárosában és Bécsben végezte, oklevelét 1913-ban Budapesti Tudományegyetemen szerezte meg. Már medikusként az egyetem kórtani intézetében dolgozott. Kutatói munkásságának elismeréséül 1912-ben Hőgyes Endre-díjban részesítették. Az első világháborúban 27 hónapon át ezredorvosként szolgált a Nádasdy huszárezred kötelékében. 1918-tól a pozsonyi Erzsébet Tudományegyetem sebészeti osztályán működött tanársegédi minőségben, majd a Trianoni döntés értelmében az egyetem Pécsre került, ahol segített az orvosi kar letelepítésében. 1921–1922-ben Németországban járt tanulmányúton és ezalatt többek között a berlini és a würzburgi egyetemek fül-orr-gégészeti osztályain dolgozott. Hazatérése után a pécsi II. számú Sebészeti Klinika tanársegédje lett Bakay Lajos igazgatósága alatt, s a fül-orr-gége problémákkal küzdő betegeket is ő gyógyította. 1926 januárjában a „Fül és felső légutak kór és gyógytanából” egyetemi magántanárrá habilitálták. A Sebészeti Klinikán hetenként két órát tanított. 1928-ban a fővárosba költözött, ahol kinevezték а II. számú Sebészeti Klinikán a fül-orr-gégészeti rendelés vezető főorvosává, s ebben a munkakörben dolgozott 1940-ig.
1928-ban résztvevője volt a koppenhágai, majd egy évvel később a londoni nemzetközi fül-orr-gégészeti kongresszusnak. 1932-ben és 1936-ban elnyerte a Széchényi Tudományos Társaság kutatási ösztöndíját. A Budapesti Királyi Orvosegyesület Otológiai Szakosztályának alelnöke volt, a Magyar Fül és Gégeorvosok Egyesülete pedig főtitkárrá választotta. 1937-ben a Pázmány Péter Tudományegyetemen címzetes rendkívüli tanárrá nevezték ki. A Magyar-Olasz Otolaryngológiai Egyesület alapítója és a német, lengyel, dán, valamint francia szakegyesületek választott tagja lett. Tagja volt a stockholmi Acta Oto-Laryngologica, a bázeli Practica Oto-Rhino-Laryngologica, a római Rassegna Internazionale di Otorhino-laryngologia és a pármai Archivio Italiano per le Malattie della Trachea, Bronchi, Esofago című folyóiratok szerkesztőbizottságának.
1940-ben a zsidótörvények miatt az USA-ba emigrált és Bostonban telepedett le, ahol neve már ismert volt, hiszen ekkorra már közel 100 tudományos dolgozata jelent meg a nemzetközi szakirodalomban. A Tufts Universityn a fül-orr-gégészet egyetemi docensévé nevezték ki, továbbá a Massachusetts Szem és Fül Kórházban oktató és kutató lett. Tizenöt évig dolgozott különböző bostoni kórházakban, s ebben az időszakban 75 tudományos cikket publikált amerikai szaklapokban. Először 1956-ban vonult nyugdíjba a Harvard Medical Schoolból, de ezután is számos kutatási ösztöndíjat kapott és vendégelőadást tartott Európában és Észak-Amerikában. Felkérést kapott a Los Angeles-i Foundation of Otology-tól – amely intézményben neves fülészek és audiológusok dolgoztak – a csontgyűjtemény rendezésére és fejlesztésére. Irányítása alatt ez vált a világ legnagyobb halántékcsont-gyűjteményévé és egészen haláláig ő igazgatta a halántékcsont laboratóriumot. 1981-ben ő volt a legidősebb résztvevője a Budapesten rendezett XII. Fül-orr-gégészeti Világkongresszusnak. Öt nyelven beszélt és élete során több mint 200 munkája jelent meg.
A Pécsi Orvostudományi Egyetem 1976-ban díszdoktorává avatta.

## Főbb művei
- Bibliographia Oto-Rhino-Laryngologica Hungarica (Magyar fül-, orr-, gégészeti bibliographia), 1801-1924. (Pécs, 1926)
- Thromboemboliás szövődmény septumresectio után. Orr-gége szakosztályi ülés. (1930)
- Lehrbuch der Mund- und Rachenkrankheiten. Társszerzőkkel. (Leipzig, 1932)
- Tegmentörések mechanizmusa. Otológiai szakosztályi ülés. (1938)
- Fenestration of the Labyrinth. A bibliography. Laryngoscope, 1948/1. 74-85.
- Physiology of the larynx. [Omaha], 1955. [Társszerz.: J. J. Pressman]
- Erkrankungen der Nase. In: Bargmann, W. - Cohrs, P. - Jaffe, R.: Pathologie der Laboratoriumstiere I. Berlin-Heidelberg, 1958. 18-28. [Társszerz.: J. Berberich]
- Erkrankungen des Ohres. In: Bargmann, W. - Cohrs, P. - Jaffe, R.: Pathologie der Laboratoriumstiere I. Berlin-Heidelberg, 1958. 670-698. [Társszerz.: J. Berberich]
- Radiation and ear; experimental studies. (Uppsala, 1963)
- Maternal sarcoidosis: hearing organs of the fetus. (Boston, 1963)
- Labyrinthine otosclerosis. Társszerzőkkel. (Uppsala, 1969)
- Aural participation in congenital malformations of the organism. (Uppsala, 1974)
- Morquio's disease and the hearing organ. [Basel], 1977.

## Díjai, elismerései
- Hőgyes Endre-díj (Cserna Istvánnal) (1912)
- Olasz Koronarend tiszti keresztje (1938)[4]
- S. Gould-díj (1968)